# Tillyardembiidae
Tillyardembiidae – wymarła rodzina owadów z rzędu Cnemidolestodea. W zapisie kopalnym znana jest z gwadalupu i lopingu w permie. Jej skamieniałości znajdowane się na terenie Rosji.
Owady te miały wydłużone ciała o dużej, prognatycznej głowie z dużymi oczami złożonymi i pozbawionej przyoczek. Odnóża miały szeroko rozstawione biodra i pięcioczłonowe stopy wyposażone w arolium, lecz pozbawione przylg. U samców uda przedniej para odnóży bywały silnie powiększone. Przednie skrzydła wyposażone w płat kostalny i międzykrywkę. Ich sektor radialny brał początek w nasadowej ⅓ skrzydła, końcówkami swoich odgałęzień obejmował przód wierzchołeka skrzydeł, a na wysokości jego nasady pole kostalne było nieco szersze od pola subkostalnego. W użyłkowaniu zaznaczały się także: nabrzmiała u nasady żyłka subkostalna, zakończona w połowie skrzydła żyłka postkubitalna oraz żyłka medialna zaczynająca się rozgałęziać pośrodku skrzydła i z w pełni wykształconą gałęzią tylną. Odwłok wyposażony był w długie przysadki odwłokowe, a u samic także w silnie zbudowane pokładełko.
Takson ten wprowadzony został w 1938 roku przez G. Zalesskija. Należą tu dwa rodzaje:
- †Kungurembia Aristov, 2004
- †Tillyardembia G. Zalessky, 1937